# معهد الفرنكوفونية لهندسة المعرفة والتكوين المفتوح وعن بعد
معهد الفرنكوفونية لهندسة المعرفة والتكوين المفتوح وعن بعد (بالفرنسية: Institut de la francophonie pour l'ingénierie de la connaissance et des formations à distance)‏ هو أحد المعاهد الستة التابعة للوكالة الجامعية الفرانكوفونية ويقع مقره في تونس.

أسس المعهد إثر اتفاقية وقعت في 20 أكتوبر 2011 بين الحكومة التونسية والوكالة الجامعية الفرانكوفونية، وصادق عليها مجلس نواب الشعب في 27 يوليو 2016، قبل أن يصادق عليها رئيس الجمهورية التونسية الباجي قائد السبسي ويصدرها في 10 أغسطس الموالي.

## مهامه
تتمثل مهام المعهد في:
- مساعدة مؤسسات التعليم العالي التونسية على مواجهة تحديات التعليم الجديدة من خلال دعمها في تحديد سياسة التعليم الرقمي الخاصة بها.
- تزويد الجامعات بمساحة بحث في مجال تكنولوجيا المعلومات والاتصالات للأغراض التعليمية.
- تنظيم فضاء للابتكار يساهم في تطوير وتحديث النظم التعليمية.
- تعزيز تكامل نظم المعلومات في الأوساط الأكاديمية.
- التشجيع على تطوير نهج تشاركي لخلق المعرفة مع احترام التنوع الثقافي واللغوي.

## الإدارة
في سبتمبر 2014، عُينت منى العروسي كمديرة تنفيذية للمعهد، قبل أن تعين شيراز الطرابلسي في أغسطس 2017.